# Chiesa di Santa Maria di Loreto (Campobasso)
La chiesa di Santa Maria di Loreto è un edificio religioso di Campobasso.

## Storia e descrizione
L'attuale chiesa di S. Maria di Loreto, sita nella frazione Santo Stefano, fu costruita nel 1890 e completata nel 1922. Andava a sostituire la precedente, costruita nel XVIII secolo e distrutta a seguito della frana del 1902.
In essa sono contenuti un quadro di autore ignoto raffigurante la Vergine Addolorata e le statue della Madonna Addolorata, di S. Stefano e di S. Lucia più un crocifisso del XV secolo.
Sul lato destro della facciata esterna vi è posta la lapide dei caduti del primo e secondo conflitto mondiale.